# 苏南冲突
苏南冲突，又称苏南交恶、苏南决裂、铁托—斯大林分裂，是发生在苏联和南斯拉夫联邦人民共和国两国领导人之间的政治冲突。冲突导致南斯拉夫共产党于1948年被开除出共产党和工人党情报局。从此直到1955年，苏南两国关系势如水火。南斯拉夫也自此走上了一条既不依附西方也不依附苏联的独立发展的道路。
苏联方面声称，冲突是南斯拉夫不忠于苏联造成的。南斯拉夫和西方则认为这件事的发生使铁托为南斯拉夫赢得了民族尊严，粉碎了斯大林将南斯拉夫变为苏联卫星国的企图。现代学者则强调事件的起因是斯大林拒绝了铁托提出的建立巴尔干联邦的方案：南斯拉夫合并阿尔巴尼亚和希腊，整合保加利亚，建立一个不受莫斯科控制的强大的东欧集团。苏联则在两国决裂后对南国极为提防，甚有采取军事入侵的可能，一直到1953年斯大林去世后，继任者尼基塔·赫鲁晓夫采取和解政策并解散共产党和工人党情报局后，两国关系才逐渐恢复正常。

## 原因

### 南斯拉夫民族意識與蘇聯的優越感
南斯拉夫於二戰期間的自發性抗戰反抗納粹德國及其盟國的占領具有決定性作用，亦付出龐大的傷亡代價，與其他二戰結束後依賴蘇聯紅軍的軍事力量才建立共產黨政權的東歐國家不同。但蘇聯領袖史達林對於這些完全避而不談，還將南斯拉夫光復的戰功完全歸于蘇軍，1947年一名駐南斯拉夫的蘇聯教官亦說過：「南斯拉夫是個小國，唯有得到蘇聯的支持才能生存，解放南斯拉夫的不是別人，是我們俄羅斯人，我們有資格叫你們做我們認為你們該做的事。」

### 蘇聯的經濟干预
戰後南斯拉夫滿目瘡痍，經濟急需重建，亦想建立如蘇聯模式的強大重工業，但蘇聯卻以不合理的價格向南斯拉夫輸出原料，視南斯拉夫為蘇聯榨壓對象，地位有如殖民地，蘇方甚至向南斯拉夫領袖狄托公然表示：「你們要重工業來做什麼？我們在俄國烏拉山早有你們需要的一切。」其中令狄托最難以忍受的是蘇聯要求建立南斯拉夫與蘇聯的「合股公司」。在二戰結束不久，史達林即提出欲與南斯拉夫共同開發南斯拉夫境內的石油資源，原先狄托還認為此舉能發展南斯拉夫本國工業，但在談判中狄托認為合股公司中的規定充滿對南斯拉夫不利的條款，如南斯拉夫必須依蘇聯需求提供原料，且在首五年必須免除一切財政的負擔與出口稅，之後也只能收取所得稅，其他連同關稅皆應免除，南斯拉夫自己只能使用剩下的油產物，合股公司還可享有治外法權等等。至1947年2月，南斯拉夫還是與蘇聯成立了兩個合股公司，分別為「尤斯達」空運公司與「尤斯柏特」航運公司，雖然兩企業蘇南雙方投資各佔一半（名義上，實際上蘇聯藉由不同年代的資產估價差而增加其投資額），但蘇聯明顯獲利較多，亦佔去南斯拉夫收入最豐富的航線，還規定了公司總理必須為蘇聯人，主導全公司之運作，很大程度上等同控制了南斯拉夫的交通，再加上飛航規則的不平等（如蘇聯飛機可以自由飛入南斯拉夫領空，反之不可）等，令南斯拉夫感到非常不受信任，此後拒絕再合辦類似企業。史達林亦順著狄托的意，不再提出合股公司的相關建議，但換來的是蘇聯單方面廢棄先前簽約的信用貸款，令南斯拉夫遭到極大的經濟損失。

### 蘇聯干涉內政與間諜行為
早在1944年，蘇聯即開始於南斯拉夫共產黨與中下階層中安插間諜，如由鐵路人員組成的間諜網、全國經濟計畫局局長安德耶拉·海布朗（Andrija Hebrang）、財政部長斯雷登·楚尤維克皆是蘇聯間諜，尤其楚尤維克經常將中央與內閣重要決策情報提供給蘇聯大使館，甚至希望南斯拉夫成為蘇聯加盟國。除此之外蘇聯還對南斯拉夫內部事務處處干涉，包括要求軍事組織按蘇聯紅軍的模式編組、教育和灌輸南斯拉夫共產黨青年效忠蘇聯，為「永恆的祖國俄羅斯」服務。

### 蘇南意識形態之爭
按照全联盟共产党（布尔什维克）的看法，共產党政權的建立應依照二個階段，依序分別為「人民民主政權」、「社會主義政權」，其解釋各國有別，但皆是階段越後者即經濟與社會發展越為進步，東歐大多由共產党执政國家被蘇聯視為人民民主政權，即各個共產黨皆上台執政不久的初始階段。同樣被歸為此類的南斯拉夫則拒絕蘇聯這一解釋，並表示其自1941年來就開始發展，早已進步為社會主義政權，不應予以低估，並蔑視其他東歐國家執政黨不以「共產黨」而以「勞動黨」自居，是自欺欺人的作為。

### 蘇南巴爾幹擴張衝突
由沙俄至蘇聯，俄羅斯長期以控制巴爾幹為目標，狄托亦欲控制該地區的諸國，打算將巴爾幹諸國與南斯拉夫合組為聯邦，因此首先與保加利亞接洽，也很大程度上控制了阿爾巴尼亞，這些都令史達林難以忍受，然而在指責南共之後不久，史達林便一改態度支持其聯邦計畫，令狄托懷疑其動機，從而延緩以至最後終止了聯邦推動計畫，雙方關係則停留於惡化的階段。

## 中国共产党的反应
1948年7月10日，中共中央通过了《关于南共问题的决议》，表示支持共产党和工人党情报局的决议。中共中央在决议中谴责南共“执行反马克思列宁主义的内外政策”，声称南共“陷入了资产阶级民族主义的泥潭”，并要求各地党委大力贯彻学习1948年6月由情报局会议通过的《关于南斯拉夫共产党状况的决议》。1949年10月1日中华人民共和国成立后全面倒向苏联，对南斯拉夫方面请求建交的电文不予理会，拒绝与之建交，亦对当时发表的《南斯拉夫共产党掌握在间谍和杀人犯手中》等情报局后续决议表示支持。两国之间由此形成了长期相互敌视的态势。
1954年苏南两国关系初步缓和后，中南两国于1955年1月2日正式建交，但因1956年匈牙利事件中铁托对纳吉的支持以及反对苏联方面出兵匈牙利，南斯拉夫与支持苏联出兵的中共方面关系再度紧张。1957年11月7日，南斯拉夫缺席在莫斯科举行的纪念十月革命40周年庆祝大会，并拒绝在当年召开的各国共产党和工人党会议宣言上签字。1958年南共召开七大，明确表示不承认国际共产主义运动以苏联为首，中南两国因此再次交恶，鐵托的南斯拉夫在1958年台海空戰支持中華民國，並與中華民國代表頻繁接觸。南斯拉夫當年的報紙一直稱讚蔣中正，並稱為真正的中國總統和領袖。南斯拉夫曾向蔣中正領導的中華民國提出軍售，但被因臺灣當局奉行的反共主義而被拒。在1959年西藏騷亂時期，鐵托的南斯拉夫和中華民國都支持西藏的抗議者，鐵托攻擊中華人民共和國政權不尊重民族自治。1962年中印战争中，鐵托的南斯拉夫和中華民國都支持印度，称中華人民共和國侵略印度。這種兩國之間的衝突一直持续到1976年毛澤東去世，華國鋒上任和铁托访华后才有改善，两国重新恢復關係。在1989年因南斯拉夫在六四事件中指责中国政府的态度，两国关系再次受到影响，直至1992年南斯拉夫解体为止。